# أرتور كروز
أرتور كروز (بالإسبانية: Arturo Cruz Porras)‏ هو اقتصادي ودبلوماسي نيكاراغوي، ولد في 18 ديسمبر 1923 في خينوتبي ‏ في نيكاراغوا، وتوفي في 9 يوليو 2013 في ماناغوا في نيكاراغوا.